# Ураган-1М
9К512 «Ураган-1М» — російська бікаліберна (220 мм/300 мм) реактивна система залпового вогню з пакетною заміною напрямляючих.

## Історія створення
У 1990-х років у Росії розпочато розробку нової реактивної бікаліберної системи 9К512 «Ураган-1М». У 1995 році Брянський автомобільний завод розпочав роботи з проектування шасі на базі автомобілів БАЗ-6910 «Вощина-1» для нової РСЗВ, проте через відсутність фінансування наприкінці 1996 року всі роботи було зупинено. Одночасно з шасі виробництва Брянського автомобільного заводу конструкторами Мотовіліхінських заводів було опрацьовано варіант розміщення системи на базі шасі МЗКТ-7930 «Астролог». Після розгляду проектів, Міністерством оборони було обрано варіант із розміщенням на шасі виробництва Мінського заводу колісних тягачів. У такому вигляді нова РСЗВ «Ураган-1М» надійшла на випробування. У 2012 році було розпочато державні випробування системи. За планами державної програми озброєння Російської Федерації, в 2017 році на озброєння сухопутних військ повинні надійти два полкові комплекти РСЗВ «Ураган-1М».

## Опис конструкції
Бойова та транспортно-зарядна машини системи «Ураган-1М» виконані на базі шасі МЗКТ-7930 «Астролог». Бойова машина здатна стріляти реактивними снарядами як від 220-мм систем 9К57 «Ураган», так і від 300-мм систем 9К58 «Смерч». На відміну від систем попереднього покоління, заряджання бойової машини здійснюється шляхом заміни всього пакета з напрямляючими. До складу системи 9К512 «Ураган-1М» входять :
1. Бойова машина 9А53;
2. Транспортно-зарядна машина 9Т249;
3. Реактивні снаряди у транспортно-пускових контейнерах.

## Оператори
- Росія : 6 одиниць станом на 2021 рік[7]